# Piani di Artavaggio
I Piani di Artavaggio sono una località posta nel territorio di Moggio in provincia di Lecco, poco distante da Taleggio in provincia di Bergamo. I piani di Artavaggio sono una meta sciistica, si trovano tra i 1600 e i 2000 m s.l.m. e sono raggiungibili in funivia da Moggio passando per la Valsassina o a piedi (circa due ore), tramite una strada sterrata agro-silvo-pastorale (percorribile anche tranquillamente in mountain-bike o con fuoristrada, ma solo se autorizzati), partendo, quasi alla fine, della strada (lunga circa 6 chilometri) che da Moggio conduce a Culmine di San Pietro.

## La funivia Moggio-Artavaggio
La funivia Moggio-Artavaggio, in funzione dal 1961 al 2001, è rientrata in funzione nel 2006, sostituendo il vecchio impianto precedente.

## Escursioni
È possibile salire ai Piani di Artavaggio senza utilizzare la funivia attraverso un percorso piuttosto ripido che parte direttamente alla base della funivia. In alternativa esiste un percorso che parte da poco prima di arrivare a Culmine di San Pietro e consente di accedere ai Piani di Artavaggio attraverso una strada forestale lunga ma in lieve pendenza che può essere percorsa da escursionisti e famiglie ben allenate.

## Sport invernali
Negli anni sessanta, in seguito alla realizzazione della funivia Moggio-Artavaggio, vennero realizzati diversi impianti sciistici. Il comprensorio disponeva di circa 20 km di piste servite da 7 skilift. Negli anni novanta, la diminuzione delle precipitazioni nevose mise in serie difficoltà economiche i gestori della località, che nel 2000 furono costretti a chiudere funivia e skilift. Negli anni successivi, la gestione della località fu assunta dalle Imprese Turistiche Barziesi SpA, che già si occupavano dei Piani di Bobbio.
La società si operò per la riapertura della funivia e per il successivo rilancio della pratica dello sci, tramite il rinnovo delle ormai vetuste infrastrutture. Nel 2006 venne riaperta la funivia e negli anni successivi si procedette allo smantellamento dei vecchi skilift. Oggi la stazione sciistica dispone di quattro tapis roulant a servizio di quattro brevi e facili pendii. Ad Artavaggio, grazie ai 4 tapis roulant, è possibile sciare nei campi scuola appositamente ideati per l’insegnamento dello sci. Inoltre si trova un’area pensata per i più piccoli, dove i bambini hanno l’opportunità di imparare a sciare in sicurezza in un ambiente protetto e a misura di bambino, con un metodo didattico ludico, divertente ed efficace. Per il futuro la località vorrebbe tornare meta anche degli sciatori più esperti; per questo è in progetto la realizzazione di una breve seggiovia in sostituzione di 3 tapis roulant in una zona esposta in modo più favorevole rispetto alle piste da sci del passato, per poter garantire un adeguato innevamento.

## Galleria d'immagini

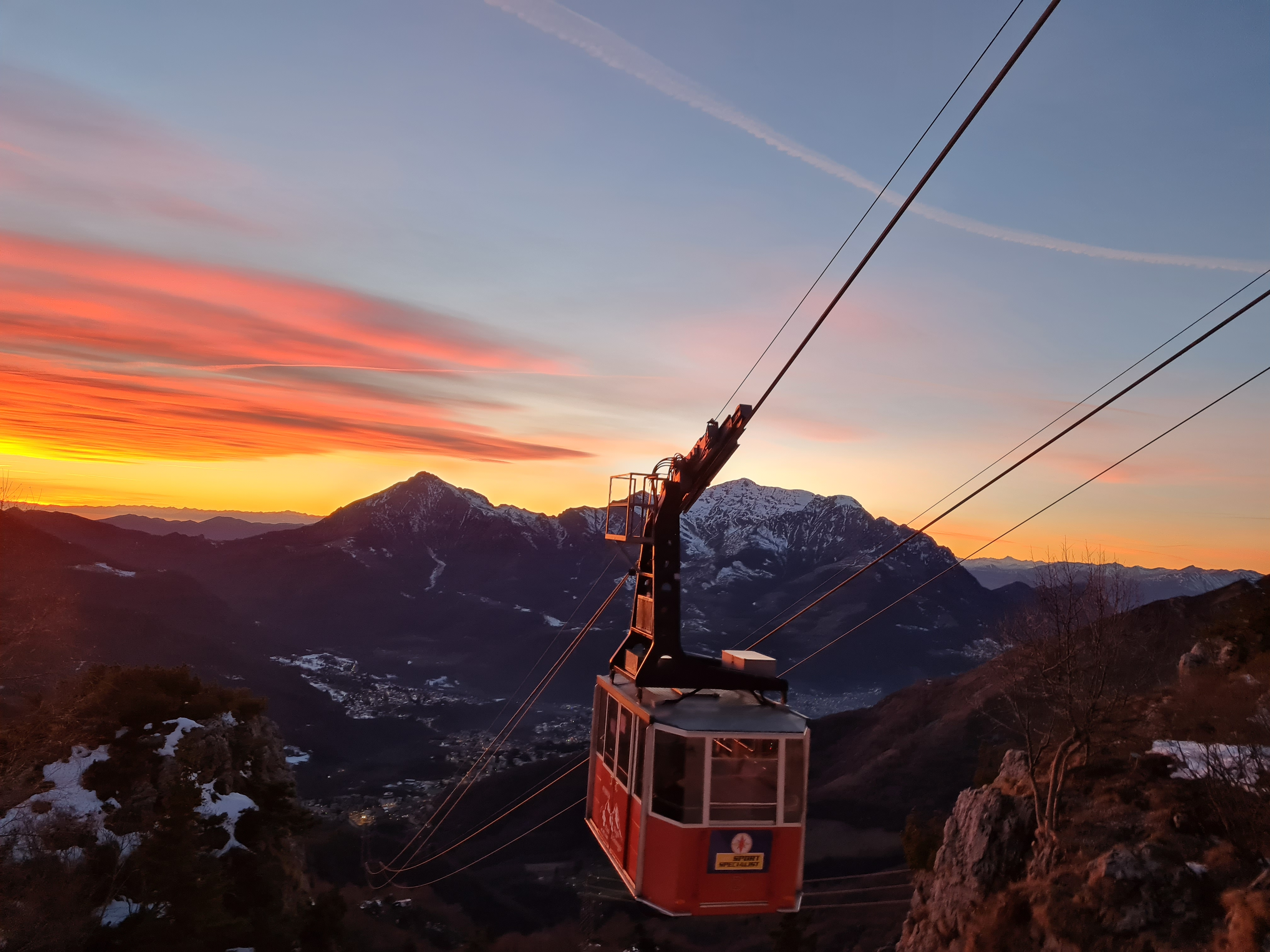
Funivia

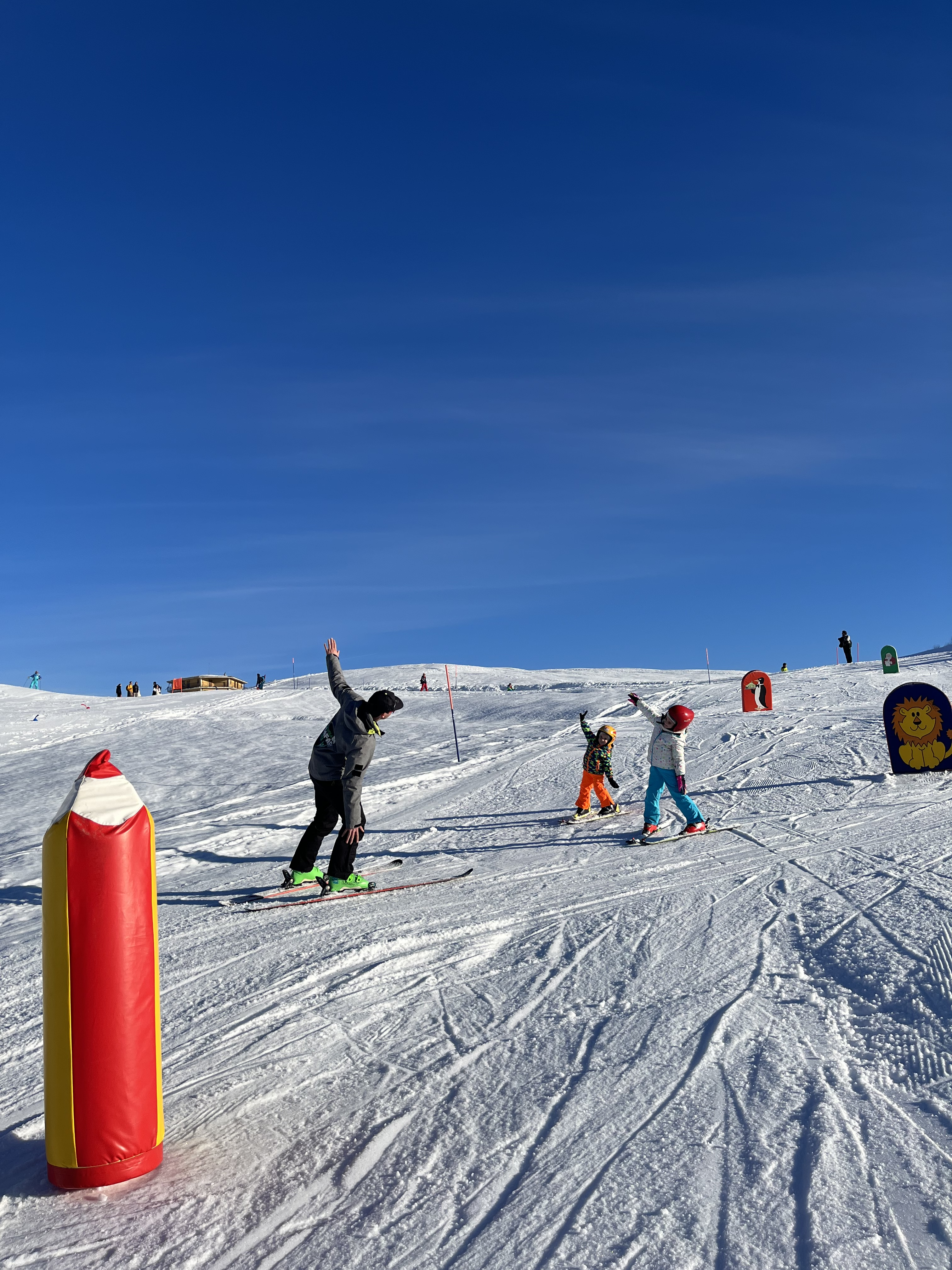
Campo scuola